# 大武健一郎
大武 健一郎（おおたけ けんいちろう、1946年（昭和21年）7月10日 - ）は、日本の官僚。元国税庁長官。ビジネス・ブレークスルー大学大学院教授。東京都出身。血液型はO型。

## 略歴
- 1969年（昭和44年） 国家公務員採用上級甲種試験（経済）合格
- 1970年（昭和45年）
  - 4月 東京大学経済学部卒業[3]
  - 大蔵省入省（国際金融局総務課）[2]
- 1971年（昭和46年）10月 大阪国税局調査部
- 1973年（昭和48年）7月 銀行局特別金融課特別銀行係長心得[5]
- 1974年（昭和49年）7月 銀行局特別金融課特別銀行係長
- 1975年（昭和50年）7月 藤枝税務署長
- 1976年（昭和51年）7月 厚生省年金局年金課長補佐
- 1978年（昭和53年）7月 主計局調査課長補佐（計画）[6]
- 1979年（昭和54年）7月 主計局主計企画官補佐（財政計画係）
- 1981年（昭和56年）7月 主計局主計官補佐（外務、経済協力係主査）
- 1983年（昭和58年）6月 主計局主計官補佐（文部係主査）
- 1984年（昭和59年）7月 理財局資金第一課課長補佐
- 1985年（昭和60年）6月 大臣官房企画官兼理財局総務課
- 1986年（昭和61年）6月 石川県商工労働部長
- 1987年（昭和62年）4月 石川県総務部長
- 1988年（昭和63年）6月 大臣官房企画官兼主税局税制第一課
- 1989年（平成元年）6月 主税局税制第三課長
- 1991年（平成3年）6月 主税局調査課長
- 1992年（平成4年）7月 主税局税制第二課長
- 1993年（平成5年）7月 主税局税制第一課長
- 1994年（平成6年）7月 主税局総務課長
- 1995年（平成7年）5月 大臣官房審議官（主税局担当）
- 1996年（平成8年）7月 大阪国税局長
- 1997年（平成9年）7月 大臣官房審議官（主税局担当）
- 1998年（平成10年）7月 国税庁次長
- 2001年（平成13年）
  - 7月 国税庁次長 兼 国税庁長官官房審議官（酒税等担当）事務取扱
  - 7月10日 財務省主税局長
- 2004年（平成16年）7月2日 国税庁長官
- 2005年（平成17年）
  - 7月13日 依願退官
  - 7月 商工組合中央金庫副理事長[2]
- 2008年（平成20年）
  - 3月 同退任[2]
  - 4月
    - 大塚製薬株式会社顧問[2]
    - 「ベトナム簿記普及推進協議会」理事長

  - 7月 大塚ホールディングス株式会社代表取締役副会長[2]
- 2009年（平成21年）
  - 3月 昭栄株式会社取締役[7]
  - 7月15日 TKC全国会会長[1]
- 2012年（平成24年）脱税スキャンダル（いわゆる週刊朝日事件、週刊朝日 2012年7月13日号、2012年7月20日号、8月3日号、10月26日号）で失脚の後、現職
- ビジネス・ブレークスルー大学大学院 客員教授
- 関西大学 客員教授、経営審議会委員
- 大和大学 特任教授
- 人事院 公務員研修所 客員教授
- 北京 中央財経大学 名誉教授
- 超高齢化社会システムデザイン研究会 座長
- 株式会社シイエム・シイ 取締役（社外）
- 株式会社キリン堂ホールディングス 取締役（社外）
- タビオ株式会社 取締役（社外）
- 公益財団法人社会貢献支援財団 選考委員
- 公益財団法人原田積善会 監事
- 株式会社ウェッジ 編集委員
- 荒川区 顧問

## 人物
消費税を3%から5%にアップする税制改革法案の成立時に主税局総務課長として、自民党税調と渡り合い、税のエースとされていた。

## 著書
- 『図説日本の税制 平成4年度版』（編著、財経詳報社、1992年）
- 『法人税関係法規集 平成5年版』（監修、税務研究会出版局、1993年）
- 『データで示す日本の大転換――「当たり前」への回帰』（かんき出版、2005年）
- 『税財政の本道――国のかたちを見すえて』（東洋経済新報社、2006年）
- 『平成の税・財政の歩みと21世紀の国家戦略』（納税協会連合会、2006年）
- 『大変！』（かんき出版、2009年）